# Левонкур (Мёз)
Левонкур (фр. Levoncourt) — коммуна на северо-востоке Франции в регионе Эльзас — Шампань — Арденны — Лотарингия, департамент Мёз, округ Коммерси, кантон Дьё-сюр-Мёз. До марта 2015 года коммуна административно входила в состав упразднённого кантона Пьеррфит-сюр-Эр (округ Коммерси).
Площадь коммуны — 7,8 км², население — 47 человек (2006) с тенденцией к росту: 56 человек (2012), плотность населения — 7,2 чел/км².

## Население
Численность населения коммуны в 2011 году составляла 55 человек, а в 2012 году — 56 человек.
| 1962 | 1968 | 1975 | 1982 | 1990 | 1999 | 2006 | 2008 | 2011 | 2012 |
| ---- | ---- | ---- | ---- | ---- | ---- | ---- | ---- | ---- | ---- |
| 57   | 58   | 54   | 50   | 46   | 41   | 47   | 49   | 55   | 56   |

Динамика населения:

## Экономика
В 2010 году из 34 человек трудоспособного возраста (от 15 до 64 лет) 24 были экономически активными, 10 — неактивными (показатель активности 70,6 %, в 1999 году — 68,0 %). Из 24 активных трудоспособных жителей работали 24 человека (13 мужчин и 11 женщин), безработных зарегистрировано не было. Среди 10 трудоспособных неактивных граждан 4 были учениками либо студентами, 3 — пенсионерами, а ещё 3 — были неактивны в силу других причин.